# Mimoclystia annulifera
Mimoclystia annulifera är en fjärilsart som beskrevs av W. Warren 1902. Mimoclystia annulifera ingår i släktet Mimoclystia och familjen mätare. Inga underarter finns listade i Catalogue of Life.